# Exaeretia gracilis
Exaeretia gracilis is een vlinder uit de familie van de sikkelmotten (Oecophoridae). De wetenschappelijke naam van de soort is voor het eerst geldig gepubliceerd in 1899 door Thomas de Grey Walsingham.